# Semjonowka
Semjonowka – wieś w Armenii, w prowincji Gegharkunik. W 2011 roku liczyła 253 mieszkańców.